# Sultani di Delhi

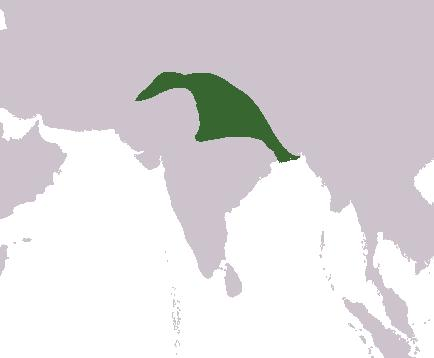
Estensione approssimativa dei territori che furono più a lungo sotto il controllo del Sultanato di Delhi.

Il Sultanato di Delhi (Saltanat-e-Dilli) nacque nel 1206 quando il sultano di Ghur, Ghiyas-ud-din Mahmud, rinunciò al controllo diretto dei territori indiani conquistati dallo zio Muhammad di Ghur e li affidò a un suo generale, Qutb-ud-din Aibak, concedendogli il titolo di sultano.
Di seguito l'elenco completo dei sultani.

## Mamelucchi di Delhi

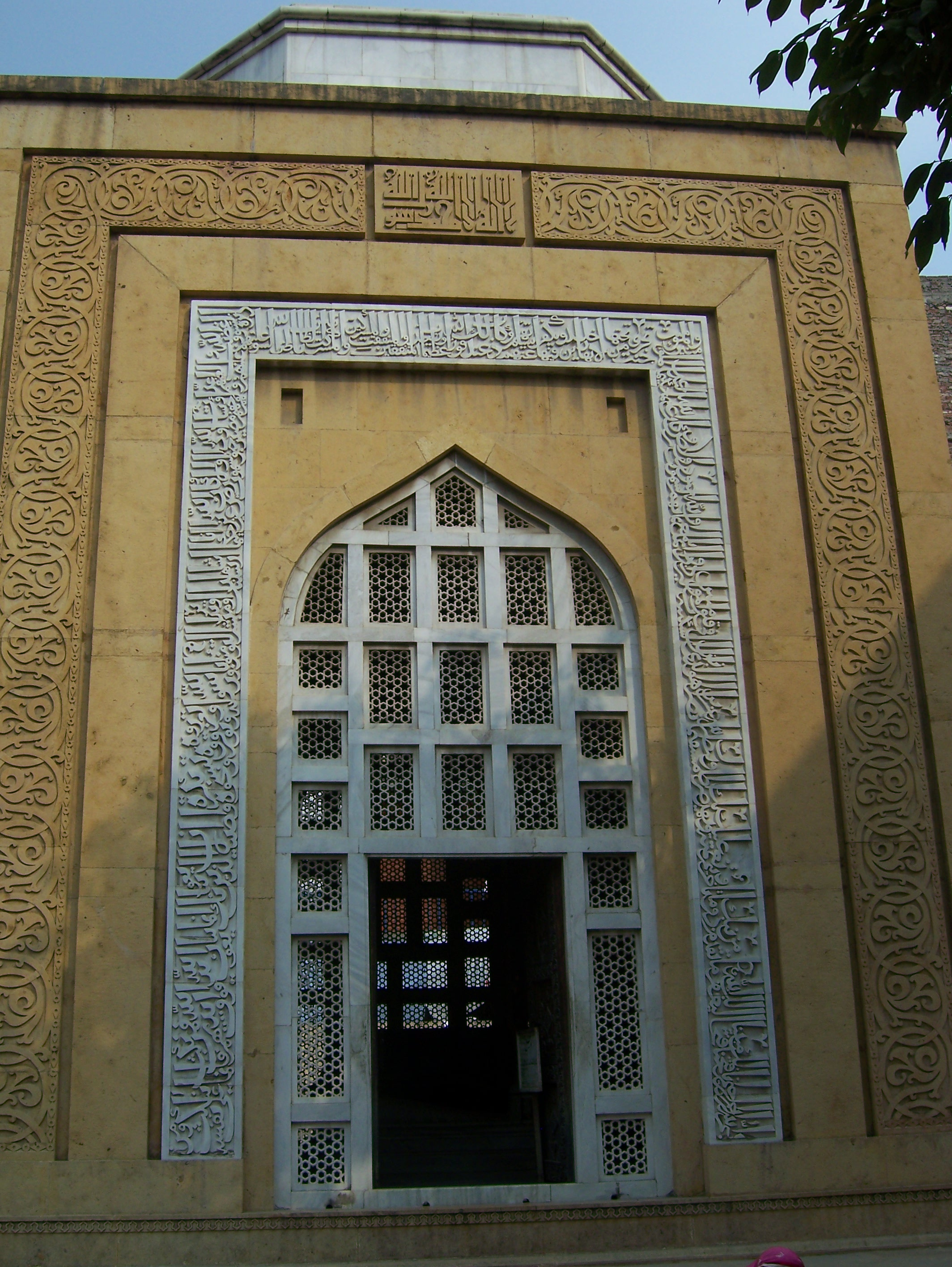
Mausoleo di Qutb-ud-din Aibak a Lahore

I Mamelucchi di Delhi non sono una dinastia vera e propria ma di un gruppo di persone, a volte imparentate, generali schiavi o figli di schiavi e per questo chiamati anche "schiavi-re"; i Mamelucchi di Delhi governarono dal 1206 al 1290.
- 1206 - 1210: Qutb-ud-din Aibak
- 1210 - 1211: Aram Shah, figlio di Qutb-ud-din.
- 1211 - 1236: Iltutmish, genero di Qutb-ud-din.
- 1236: Rukn-ud-din Firuz, figlio di Iltutmish.
- 1236 - 1240: Radiya Sultana, figlia di Iltutmish.
- 1240 - 1242: Bahram, figlio di Iltutmish.
- 1242 - 1246: Ala-ud-din Mas'ud, figlio di Rukn-ud-din Firuz.
- 1246 - 1266: Nasir-ud-din Mahmud, figlio più giovane di Iltutmish.
- 1266 - 1287: Ghiyas-ud-din Balban, genero di Nasir-ud-din.
- 1287 - 1290: Muizz-ud-din Qaiqabad, figlio di Bughra Khan, secondo figlio di Balban.
- 1290: Kayumars, figlio di Qaiqabad.

## Khalji
I Khalji governarono Delhi dal 1290 al 1321.
- 1290 - 1296: Jalal-ud-din Firuz Khalji
- 1296: Rukn-ud-din Ibrahim
- 1296 - 1316: Ala-ud-din Khalji
- 1316: Shihab-ud-din Umar
- 1316 - 1320: Qutb-ud-din Mubarak
  - 1320: il trono viene usurpato da Nasir-ud-din Khusrau Khan Barwari.

## Tughlaq
I Tughlaq governarono Delhi dal 1321 al 1398.
- 1320 - 1325: Ghiyas-ud-din Tughlaq
- 1325 - 1351: Muhammad bin Tughlaq, figlio di Ghiyas-ud-din, succedette al padre uccidendolo; per un breve periodo trasferì la capitale a Daulatabad nel Maharashtra (ex Devagiri).
- marzo 1351: Mahmud Ibn Muhammad
- 1351 - 1388: Firuz Shah Tughlaq, cugino di Muhammad I.
- 1388 - 1389: Ghiyas-ud-din II. Con lui e i suoi successori il territorio del sultanato fu ridotto a Delhi e dintorni a causa della guerra di successione e delle rivolte delle regioni periferiche.

- 1389 - 1390: Abu Baker

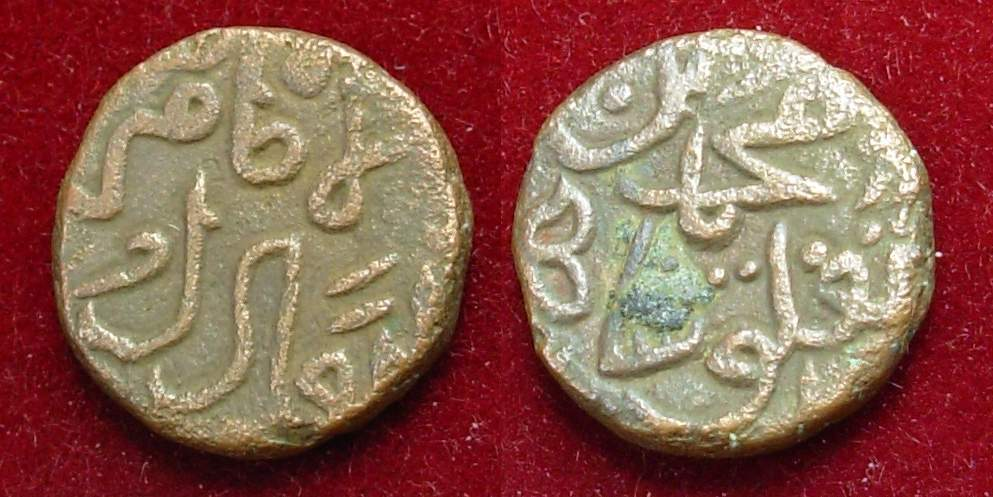
Moneta emessa da Muhammad bin Tughlaq

- 1390 - 1393: Nasir-ud-din Muhammad Shah
- marzo - aprile 1393: Sikander Shah
- 1394 - 1413: Nasir-ud-din Mahmud
- 1394 - 1398: Nusrat Shah a Firozabad
  - 1398 - 1414: Tamerlano invade il sultanato e saccheggia la stessa Delhi.

## Sayyid
I Sayyid governarono Delhi dal 1414 al 1451.
- 1414 - 1421: Khizr Khan
- 1421 - 1434: Mubarak Shah, figlio di Khizr.
- 1434 - 1443: Muhammad Shah
- 1443 - 1451: Alam Shah, figlio di Muhammad. Si ritirò a vita privata cedendo il trono a Bhulul Khan, governatore di Lahore.

## Lodi
I Lodi governarono Delhi dal 1451 al 1526.
- 1412 - 1414: Daulat Khan Lodi
  - 1414 - 1451: governo dei Sayyid.
- 1451-1489: Bhulul Khan Lodi, in origine un capo clan afghano.
- 1489-1517: Sikander Lodi, secondo figlio di Bhulul.
- 1517-1526: Ibrahim Lodi, di fatto l'ultimo vero sultano di Delhi.
  - 1526-1540: occupazione del sultanato da parte dei Moghul.

## Sur
I Sur (o Suri) governarono Delhi dal 1540 al 1555.
- 1540 - 1545: Sher Khan
- 1545 - 1553: Islam Shah, figlio di Sher Khan.
- 1553 - 1554: Muhammad Shah, nipote di Sher Khan.
- 29 aprile - 2 maggio 1554: Firuz Shah, ultimo discendente di Sher Khan, ucciso da uno zio.
- 1554 - 1555: Ibrahim III
- 1555: Sikander Shah
  - 1555: il sultanato viene definitivamente sottomesso dai Moghul.